# Ogmios
Ogmios (klassisk grekiska: Ὄγμιος) var en stridsgud i den keltiska mytologin i det romerska Gallien.
Förmodligen har gestalten Ogmios utvecklats ur den irländske hjälten Oghma. Romarna identifierade honom dock med hjälten Herkules i deras egen mytologi eftersom han hade en klubba som attribut. Detta gjorde att Ogmios också fick gudomlig status.